# 18. септембар
18. септембар (18.9.) је 261. дан у години по грегоријанском календару (262. у преступној години). До краја године има још 104 дана.

## Догађаји
- 96 — Након убиства Домицијана, Римски сенат је за новог императора изабрао Нерву, првог од Пет добрих царева.
- 324 — Константин Велики је нанео одлучан пораз Лицинију у бици код Хризопоља, што је био увод у Константинову самосталну владавину Римским царством и укидање тетрархије.
- 1502 — Шпански морепловац италијанског порекла Кристифор Колумбо стигао је у Костарику на свом четвртом и последњем путовању у Нови свет.
- 1739 — Потписивањем Београдског мира окончан је рат између Хабзбуршке монархије и Османског султаната. Истога дана, у Београду је уз француско посредовање био потписан и посебан (прелиминирани) мировни споразум између Руског царства и Османлија, који је финализован 3. октобра, склапањем Нишког мира.
- 1759 — Французи су после војног пораза морали да препусте Енглезима провинцију Квебек у Канади, а у последњој бици су погинула оба команданта - енглески Џејмс Вулф и француски Луј Монкалм.
- 1810 — У Чилеу је почео устанак против шпанске колонијалне власти под вођством Бернарда О’Хигинса, касније председника Чилеа (1817—1823).
- 1822 — Француски египтолог Жан Франсоа Шамполион дешифровао је египатско писмо, (хијероглифе).
- 1851 — Изашао је први број америчког дневника „Њујорк тајмс“, који је основао Хенри Џервис Рејмонд.
- 1931 — Јапански војници су подметањем бомбе под пругу изазвали Мукденски инцидент, што је Јапан искористио као повод за напад на Манџурију.
- 1934 — СССР је приступио Лиги народа.
- 1944 — 
  - Након тешких борби, америчке оклопне јединице под командом генерала Џорџа Патона заузеле су у Другом светском рату луку Брест, значајно војно поморско упориште у северозападној Француској.
  - Први пролетерски корпус НОВЈ ослободио Ваљево.
- 1947 — 
  - Ступио је на снагу Акт о државној безбедности, којим је основан Савет за националну безбедност и Агенција ЦИА.
  - Америчко ратно ваздухопловство постало је засебан вид америчких оружаних снага.

- 1961 — Авион који је превозио генералног секретара Уједињених нација Дага Хамаршелда се срушио код Ндоле у Северној Родезији.
- 1973 — Генерална скупштина УН акламацијом је примила у чланство обе немачке државе - Источну и Западну Немачку; у чланство УН примљени су и Бахами.
- 1988 — Током антивладиних демонстрација, у којима је убијено хиљаде људи, војна хунта је оборила председника Бурме Маунга Маунга.
- 1989 —
  - Након 22 године прекида, Израел и Мађарска су обновили дипломатске односе.
  - Индијска влада одлучила је да обустави војне операције против Тамилских тигрова и да до краја године повуче трупе из Шри Ланке.
- 1995 — Босна и Херцеговина је примљена у чланство IAEA.
- 1997 — Исламски терористи су у центру Каира напали туристички аутобус и убили девет немачких туриста и египатског возача.
- 2001 — Окружни суд у Београду саопштио је да је из масовне гробнице у Батајници код Београда ископано најмање 269 тела за која се сумња да су посмртни остаци косовских Албанаца убијених и погинулих за време рата на Косову 1999.
- 2003 — Босна и Херцеговина је приступила болоњском процесу.

## Рођења
- 1709 — Самјуел Џонсон, енглески песник, драматург, есејиста, моралиста, књижевни критичар, биограф, уредник и лексикограф. (прем. 1784)[1]
- 1765 — Папа Гргур XVI. (прем. 1846)
- 1786 — Јустинус Кернер, немачки песник и писац књига из области медицине. (прем. 1862)
- 1819 — Леон Фуко, француски физичар. (прем. 1868)[2]
- 1872 — Адолф Шмал, аустријски бициклиста и мачевалац. (прем. 1919)
- 1895 — Иво Тијардовић, хрватски композитор, писац и сликар. (прем. 1976)
- 1905 — Грета Гарбо, шведско-америчка глумица. (прем. 1990)[3]
- 1929 — Петар Џаџић, српски књижевни критичар. (прем. 1996)[4]
- 1933 — Роберт Блејк, амерички глумац. (прем. 2023)
- 1933 — Дренка Шећеров-Зечевић, српски лекар, професор Медицинског факултета Универзитета у Источном Сарајеву и члан Академије наука и умјетности Републике Српске. (прем. 2024)[5]
- 1942 — Аксинија Џурова, бугарски је филолог и академик, инострани члан састава Српске академије науке и уметности од 2. новембра 2006.[6]
- 1946 — Гејлард Сартејн, амерички глумац. (прем. 2025)
- 1949 — Питер Шилтон, енглески фудбалски голман и фудбалски тренер.
- 1950 — Мирослав Лазански, српски новинар, војнополитички коментатор и писац. (прем. 2021)
- 1951 — Ди Ди Рамон, амерички музичар, најпознатији као суоснивач, басиста и певач групе Ramones. (прем. 2002)
- 1952 — Никола Јовановић, југословенски фудбалер.
- 1954 — Денис Џонсон, амерички кошаркаш и кошаркашки тренер. (прем. 2007)
- 1959 — Јовица Цветковић, српски рукометаш и рукометни тренер.
- 1961 — Џејмс Гандолфини, амерички глумац и продуцент. (прем. 2013)
- 1967 — Роберто Росети, италијански фудбалски судија.
- 1968 — Тони Кукоч, хрватски кошаркаш.
- 1971 — Ленс Армстронг, амерички бициклиста.
- 1971 — Џејда Пинкет Смит, америчка глумица и музичарка.[7]
- 1972 — Ана Софреновић, српска глумица.
- 1973 — Марио Жардел, бразилски фудбалер.
- 1973 — Џејмс Марсден, амерички глумац, музичар и модел.
- 1974 — Сол Кембел, енглески фудбалер и фудбалски тренер.
- 1975 — Џејсон Судејкис, амерички глумац, комичар, сценариста и продуцент.
- 1976 — Роналдо, бразилски фудбалер.
- 1979 — Алисон Ломан, америчка глумица.
- 1986 — Кили Хејзел, енглески модел, глумица и певачица.
- 1989 — Серж Ибака, конгоанско-шпански кошаркаш.
- 1989 — Едвин Џексон, француски кошаркаш.
- 1990 — Кристина Пајкић, српска глумица.
- 1993 — Патрик Шварценегер, аустријско-амерички глумац и модел.
- 1995 — Ђоко Шалић, српски кошаркаш.

## Смрти
- 893 — Зханг Ксионг, кинески ратник.
- 1385 — Балша II, владар Зете.
- 1753 — Христофор Жефаровић, српски сликар, зограф, бакрорезац и калиграф (рођ. 1690)
- 1783 — Леонард Ојлер, швајцарски математичар (рођ. 1707)
- 1812 — Сафранболулу Изет Мехмет-паша, османски политичар, 186. велики везир Османског царства (рођ. 1743)
- 1911 — Петар Столипин, руски правник, државник и трећи председник владе Русије.(рођ. 1862)
- 1924 — Ф. Х. Бредли, енглески филозоф и аутор (рођ. 1846)
- 1961 — Хјалмар Агне Даг Хамаршелд, генерални секретар УН. (рођ. 1905)
- 1967 — Џон Кокрофт, енглески физичар. (рођ. 1897)
- 1970 — Џими Хендрикс, амерички певач и гитариста. (рођ. 1942)
- 1975 — Владан Недић, српски књижевни историчар. (рођ. 1920)
- 2002 — Маргита Стефановић Маги, српска музичарка, клавијатуристкиња групе Екатарина Велика. (рођ. 1959)
- 2007 — Љиљана Молнар-Талајић, босанскохерцеговачка и хрватска оперска певачица и сопранисткиња. (рођ. 1938)
- 2008 — Звонко Миленковић, српски музичар, члан групе „Рокери с Мораву“. (рођ. 1956)
- 2012 — Сантиаго Кариљо, шпански теоретичар и политичар, творац појма еврокомунизам (рођ. 1915)